# Terje Haugland
Terje Haugland (ur. 11 kwietnia 1944) – norweski skoczek w dal. Reprezentował barwy klubów Haugesund IL i IK Tjalve. Syn Eugena, ojciec Hanne.
Dwukrotny rekordzista kraju (7,78 – 1968 & 7,87 – 1970). W 1969 roku zajął jedenastą pozycję w Mistrzostwach Europy. Rok później był trzynasty podczas halowych Mistrzostw Europy. Trzynaste miejsce zajął również w Mistrzostwach Europy w 1971 roku. Nigdy brał udziału w igrzyskach olimpijskich.
Jego najlepszym wynikiem w karierze było 7.87 m w lipcu 1970 roku na stadionie Bislett w Oslo. Rezultat ten plasuje go na czwartym miejscu w historii norweskiego skoku w dal, tuż za Kristenem Fløgstadem, Finnem Bendixenem i Thomasem Mellinem-Olsenem.

## Osiągnięcia
- Mistrz Norwegii w skoku w dal na stadionie: 1969, 1971[3]
- Mistrz Norwegii w skoku w dal w hali: 1969, 1970, 1971, 1974
- Mistrz Norwegii w skoku wzwyż na stadionie: 1966
- Mistrz Norwegii w skoku wzwyż w hali: 1965